# Montipora scabricula
Espèce
Montipora scabricula est une espèce de coraux appartenant à la famille des Acroporidae.